# Der Friedhof in Prag
Der Friedhof in Prag (OT: Il cimitero di Praga) ist der sechste Roman von Umberto Eco. Er erschien 2010, die deutsche Übersetzung von Burkhart Kroeber kam im Oktober 2011 im Carl Hanser Verlag heraus.
Der Titel Der Friedhof in Prag bezieht sich auf die Legende, dass der jahrhundertealte jüdische Friedhof in Prag seit jeher ein beliebter Treffpunkt für Spione und Agenten gewesen sei, die angeblich dort Pläne zur Beherrschung der Welt vereinbart hätten. In Ecos Roman geht es um die Entstehung und Verbreitung von Verschwörungstheorien und die Wirksamkeit des lediglich Behaupteten vor dem Hintergrund der Leichtgläubigkeit der Menschen im 19. Jahrhundert und später.

## Handlung
Der Protagonist, aus dessen Sicht heraus die Handlung überwiegend dargestellt wird, ist der fiktive, 1830 in Turin geborene Simon Simonini: ein Jurist, der seine Karriere mit dem Fälschen von Testamenten beginnt. Sein einschlägiges Talent bringt ihn in Kontakt mit diversen Geheimdiensten, die ihn an die Schauplätze der italienischen und der französischen Politik im 19. Jahrhundert führen und zu deren geheimen Drahtzieher machen.
Von Turin aus führen Simonini seine Beschäftigungen an der Seite von Alexandre Dumas und im Gefolge der Freischärler Giuseppe Garibaldis nach Sizilien, später nach München und nach Paris, wo er die längste Zeit seinen Wohnsitz hat. Simonini erlebt als eine Art „Forrest Gump des 19. Jahrhunderts“ zentrale Ereignisse seiner Zeit: Der jüdische Hauptmann Dreyfus verkauft angeblich geheime Papiere an die deutsche Botschaft (Dreyfus-Affäre); piemontesische, französische und preußische Geheimdienste schmieden noch geheimere Pläne; Freimaurer, Jesuiten und Revolutionäre werden in Simoninis Dokumenten als Verschwörer aktiv, und am Ende tauchen zum ersten Mal die Protokolle der Weisen von Zion auf, ein gefälschtes „Dokument“ für die „jüdische Weltverschwörung“, zu denen Simonini entscheidende Vorlagen liefert.
Die Handlung endet mit dem Plan eines Bombenanschlags auf die im Bau befindliche Pariser U-Bahn, den Simonini selbst auszuführen gedenkt: eine Tat, die ihn „mit einem Schlag wieder jung“ machen soll, bei deren Durchführung er aber vermutlich stirbt. Das lässt sich daraus schließen, dass der Roman mit der Ankündigung dieses Vorhabens endet, nachdem Simonini, alkoholisiert und euphorisiert, die letzten Anweisungen seines Bombenbastlers in den Wind schlägt. Ecos deutscher Übersetzer, Burkhart Kroeber, gibt Simoninis „Lebenszeit“ im Anhang des Buchs mit „1830–1898“ an.

## Erzählhaltung
Die Aufgabe, die Handlung zu erzählen, hat der Autor auf drei verschiedene Rollenträger übertragen:
- auf Simon Simonini als Ich-Erzähler, der ein Tagebuch führt,
- auf den Abbé Dalla Piccola, der Simoninis Beiträge ergänzt, weiterführt und mit Simonini teilweise in eine Art schriftlichen Dialog eintritt, sowie
- einen anonymen Erzähler, der auf einer Metaebene die Tagebucheintragungen kommentiert und ergänzt.

Hintergrund der Erzähltechnik ist der Versuch Simoninis, eine Amnesie zu überwinden, die einen Großteil seiner Erinnerung ausgelöscht hat. Dabei folgt er der Empfehlung des jungen Nervenarztes „Doktor Froïde“ (d. h. Sigmund Freuds), den er in Paris kennengelernt hat, durch Aufschreiben dessen, woran er sich erinnert, sein Gedächtnis wiederzuerlangen. Es stellt sich heraus, dass ihm der Abbé, dem er merkwürdigerweise nie persönlich begegnet, ständig in die Quere kommt. Schon früh kommt Simonini der Verdacht, dass Dalla Piccola eine zweite Identität seiner selbst sein könnte, dass er mithin eine dissoziative Identitätsstörung habe. Dieser Verdacht bestätigt sich endgültig kurz vor Schluss des Romans, und nachdem Simonini seine Identität mit dem Abbé erkannt hat, tritt dieser nicht mehr als Erzähler auf. Die letzte Einsicht Simoninis besteht in den Worten: „[I]ch bin doch nicht schon gaga.“

## Simoninis Persönlichkeit
Tatsächlich hat Simon Simonini am Schluss des Romans keineswegs die tiefgreifende Persönlichkeitsstörung überwunden, die ihn sein ganzes Leben lang prägt.
Am stärksten beeinflusst hat den Protagonisten der dominante Großvater väterlicherseits. Dieser Anhänger des Ancien Régime, der noch im 19. Jahrhundert Culotten trägt, hasst alle Juden; ihnen gibt er die Schuld an allen von ihm negativ bewerteten Vorgängen. Diesen Antisemitismus überträgt der Großvater auf den Enkel. Um ihn vor „falschen Einflüssen“ zu schützen, sorgt er dafür, dass Simon Einzelunterricht durch Jesuiten erhält.
Simons Vater, dessen Einfluss auf die Erziehung seines Sohnes sich allerdings in Grenzen hält, verachtet seinerseits die Jesuiten und ist ein glühender Anhänger der staatlichen Einheit Italiens, für die er kämpft und stirbt. Der Großvater wiederum hält überhaupt nichts vom aufkommenden Nationalismus, zumal in seinem Haus, nicht nur Simons Mutter, einer gebürtigen Savoyerin wegen, überwiegend Französisch gesprochen wird, wodurch es dem Jungen schwerfällt, sich zu einer von zwei Nationen (der italienischen oder der französischen) zu bekennen. Später fällt es ihm schwer, in den Sizilianern, die er bei seiner ersten Mission im Auftrag des piemontesischen Geheimdienstes aufsucht und deren Dialekt er nur schwer versteht, „Landsleute“ zu sehen.
Die Erziehung zum Hass durch den Großvater, die Verklemmtheit seiner Privatlehrer und die Isolierung von Gleichaltrigen machen Simon zu einem Sonderling, der mit seinen Mitmenschen nicht recht warm werden kann, der Frauen hasst und aus dieser Not eine Tugend macht. Als Ersatz für Sexualität dient ihm das Essen, das er genüsslich zelebriert; immer wieder sind Rezepte aus der italienischen und französischen Haute Cuisine in seine Erzählungen eingeflochten. Gemäß seiner Selbstreflexion am Anfang des Romans hasst und verachtet Simonini fast alle seine Mitmenschen, genannt werden u. a. Juden, Jesuiten, Freimaurer, Deutsche, Franzosen, Italiener, die er in – teilweise im 19. Jahrhundert üblichen – stereotypen Bildern beschreibt.
Simonini glaubt zwar als Erwachsener, über den Dingen und auch über dem Gesetz zu stehen, wird aber letztlich zum Opfer seiner Verklemmtheit und seines Amoralismus: Er ist für mehrere Morde verantwortlich und damit erpressbar, und er wird nicht mit dem Trauma fertig, dass ihn eine psychisch gestörte, sexuell zügellose „Halbjüdin“ während einer Schwarzen Messe verführt. Dass er, der fanatische Judenhasser, bei dieser Gelegenheit einen Juden gezeugt haben könnte, bringt Simonini um den Verstand.

## Fiktion und Wirklichkeit
In Ecos Roman beruhen die meisten Behauptungen, die Romanfiguren aufstellen, auf nicht beweisbaren Vorurteilen und der ungeprüften Übernahme von Gerüchten. Viele der Figuren haben nachweislich wirklich gelebt, und zwar unter den im Roman verwendeten Namen. Die Hauptfigur, Simon Simonini, hat es aber vermutlich nie gegeben. Die Idee für die Namensgebung erhielt der Autor durch einen Hinweis auf eine Warnung durch einen „Hauptmann Simonini“, von der Abbé Barruel, ein Verschwörungstheoretiker, in seinem Hauptwerk schreibt, welches in Ecos Roman zitiert wird. Die im Roman erwähnten Ereignisse, die im 19. Jahrhundert für Schlagzeilen sorgten, hat Umberto Eco realitätsnah beschrieben.

## Themen und Motive aus Ecos Romanen
Eco hat den Hauptmann Simonini, die Protokolle der Weisen von Zion und andere Personen und Motive schon vorher, nämlich in seinem Roman Das Foucaultsche Pendel in den Kapiteln 91–96, behandelt. Allerdings ordnet er dort die Protokolle in seine Templer-Verschwörung ein. In Der Friedhof in Prag wird die Geschichte erneut aufgerollt, aber mit deutlich anderer Wendung.

## Rezeption
Der Roman fand ein geteiltes Echo:
In der Welt lobte der Rezensent Ecos Technik der Spannungserzeugung (hierin sei er „genauso gut wie jeder Groschenheftautor“) und den hintersinnigen Witz, mit dem er seine eigene poststrukturalistische These vom Tod des Autors im Roman unterbringe. Bei aller Unterhaltsamkeit gehe es ihm aber letztlich um „einen hochmoralischen Zweck: Es geht ihm um Aufklärung.“
Der Oberrabbiner von Rom, Riccardo Di Segni, lobte die „wunderbare Weise“, in der Eco die Geschichte der Fälschung der Protokolle der Weisen von Zion aufgezeichnet hatte, befürchtete aber, dass die ausführlich ausgebreiteten antisemitischen Lügen von unbedarften Lesern geglaubt werden könnten. Ähnliche Vorwürfe erhob die italienische Historikerin Anna Foa im Osservatore Romano.
Die Rezensentin der taz fand dagegen die Antisemitismusvorwürfe abwegig, da Simoninis judenfeindliche Tiraden allzu widersprüchlich und ganz deutlich Spiegelungen seiner selbst seien; das Problem liege viel eher darin, dass sich Eco nicht habe entscheiden können, ob er ein Psychogramm des antisemitischen Fälschers oder eine Analyse der Gesellschaft liefern wolle, in der solche Fälschungen geglaubt würden. Als eigenständiger Roman sei Der Friedhof in Prag „schwer verdaulich“, wenn er auch in der Weiterentwicklung von Themen seit dem Namen der Rose und dem Foucaultschen Pendel werkgeschichtlich von Interesse sei.
Gustav Seibt befand in der Süddeutschen Zeitung, der Roman vermöge als Literatur nicht zu überzeugen, „weil seine besten Pointen aus den Quellen stammen“.

## Editionen
- Il cimitero di Praga. Bompiani, Milano 2010, ISBN 978-88-452-6622-5 (Originalausgabe).
- Der Friedhof in Prag. Deutsch von Burkhart Kroeber. Hanser, München 2011, ISBN 978-3-446-23736-0; dtv, München 2013, ISBN 978-3-423-14227-4.
- Der Friedhof in Prag, Der Hörverlag, München 2011, ISBN 978-3-86717-793-1 – Ungekürzte Hörbuchausgabe gelesen von Jens Wawrczeck und Gert Heidenreich.